# 贺浪冲
贺浪冲（1957年8月—），男，汉族，陕西榆林人，中国药学家，曾任西安交通大学医学院副院长、教授，中国药学会常务理事。